# Edaphosaurus

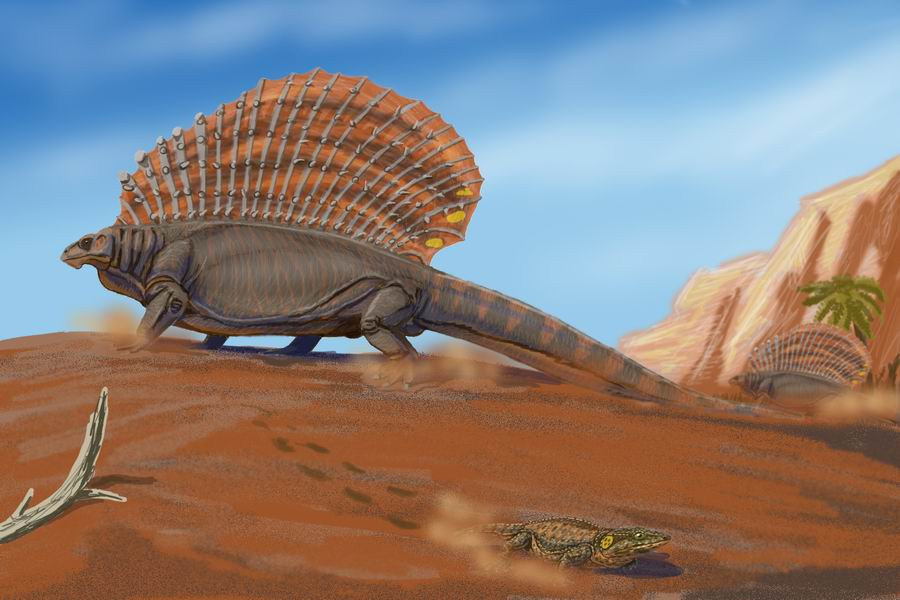
Lebensbild von Edaphosaurus pogonias

 Edaphosaurus  („Pflaster-Echse“, zu gr. edaphos – Pflaster, Boden; sauros – Echse) ist eine ausgestorbene Gattung der Pelycosaurier (Pelycosauria), des älteren der zwei Taxa der Synapsiden. Edaphosaurus gehörte zu den ersten bekannten Landwirbeltieren (Tetrapoda), die sich von Pflanzen ernährten. Die Typusart ist E. pogonias aus dem Unterperm von Texas.

## Edaphosauridae
Die in klassischer Nomenklatur als Familie geführten Edaphosauriden bestanden nur aus zwei Gattungen, die beide Herbivoren (Pflanzenfresser) waren.
Ianthasaurus besaß eine andere Art der Bezahnung, die derjenigen der karnivoren (fleischfressenden) Sphenacodontiden, deren bekanntester Vertreter Dimetrodon ist, sehr ähnelte. Darum wird von einem Schwestergruppenverhältnis der beiden Gattungen ausgegangen. Die Edaphosauriden waren neben den Diadectidae, nahen Verwandten der Amnioten aus dem Karbon und Unterperm von Laurussia, die ersten bekannten Herbivoren unter den Landwirbeltieren.

## Morphologie

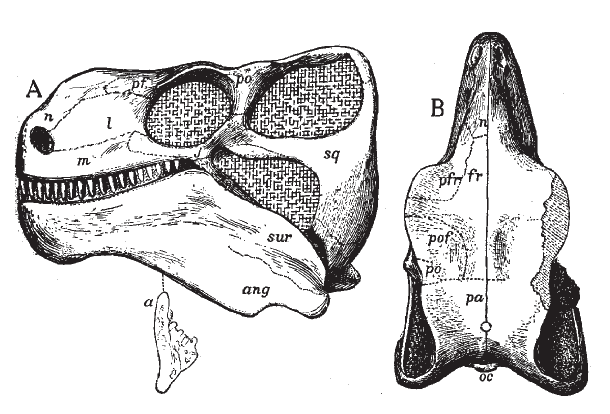
Schädel in (A) lateraler und (B) dorsaler Ansicht. Von der Seite ist das synapside Schläfenfenster sichtbar, das von den drei Schädelknochen Schuppenbein, Jochbein und Postorbitale begrenzt wird. Aus Williston 1914

Edaphosaurus ähnelte in seinem echsenartigen Erscheinungsbild den heutigen Waranen und Leguanen, hatte aber im Verhältnis kürzere Beine. Die größten der etwa neun bekannten Arten waren E. cruciger und E. pogonias, die eine Länge von bis zu 3,2 Metern erreichten. Der Rumpf war – typisch für einen Pflanzenfresser – tonnenförmig, der ungewöhnlich kleine Kopf breit und kurz und die Schwanzwirbelsäule lang und dick. Die kegelförmigen, kurzen und breiten Zähne waren sowohl auf den Kieferrändern als auch großflächig auf ovalen Feldern auf Gaumen und dem Inneren des Unterkiefers vorhanden. Das ungewöhnliche Gebiss diente wohl dem Abrupfen und Zerkleinern von weichem Pflanzenmaterial. 
Das auffälligste Merkmal waren jedoch die enorm verlängerten Dornfortsätze an den Wirbeln der Rumpf- und Halswirbelsäule, die ein spektakuläres und wahrscheinlich mit Haut überspanntes großes „Segel“ bildeten. Derartige Segel traten bei drei der sechs Familien der Pelycosaurier auf, kamen aber als konvergente Entwicklung auch bei anderen Tetrapoden vor. Anders als bei verwandten Formen wie Dimetrodon waren die Dornfortsätze bei den Edaphosauriden untereinander durch „Querstreben“ verbundenen. Ein früher Fund eines Edaphosaurus wurde ursprünglich als Naosaurus („Schiffsechse“) beschrieben, weil die Verbindungen an den Fortsätzen an die horizontalen Rahen an einem Schiffsmast erinnern.

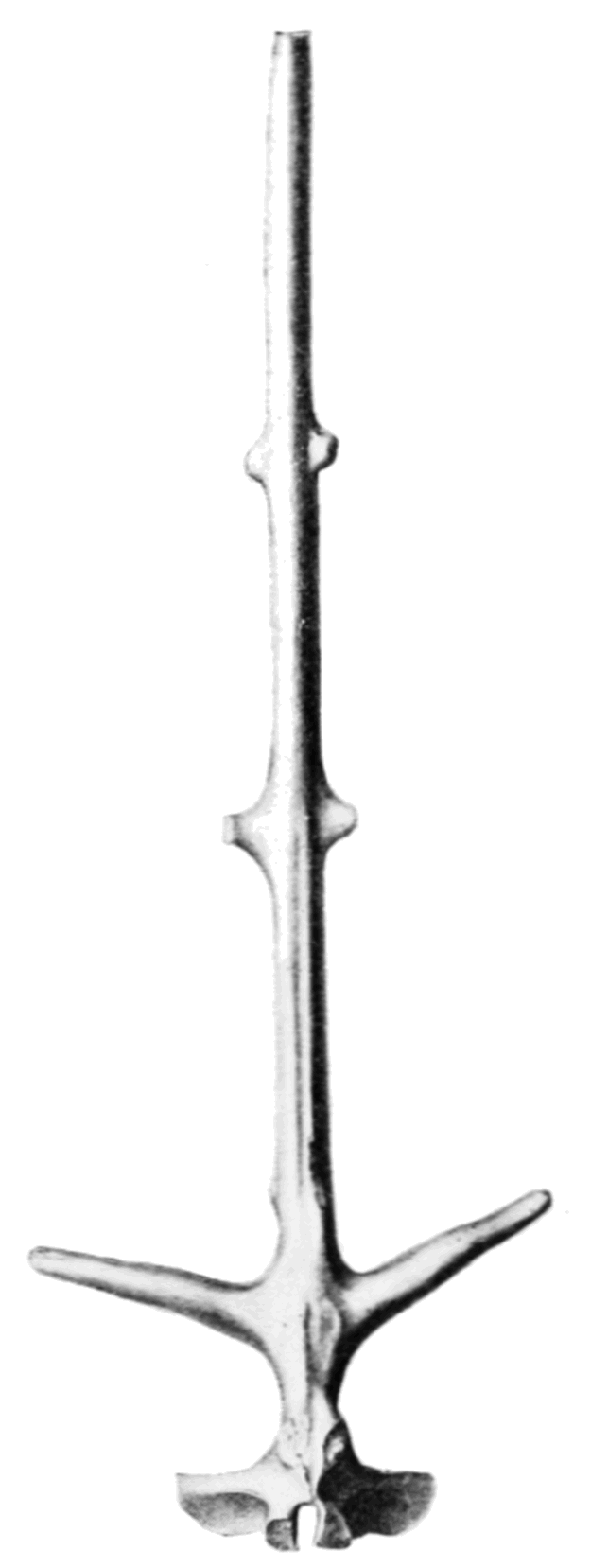
Vorderansicht eines Dornfortsatzes. Aus „Popular Science“ 1908

## Funktion des Dorsalsegels
Die Funktion des Rückensegels bei den Pelycosauriern ist nicht abschließend geklärt. Diskutiert werden Thermoregulation, Kommunikation und Tarnung, die jedoch einander nicht ausschließen müssen. Berechnungen der Bedeutung des Segels im Wärmehaushalt zeigen, dass die Erwärmung des Körpers mit mehr als doppelter Geschwindigkeit verlief, wenn das Tier morgens das Segel senkrecht zu den einfallenden Sonnenstrahlen ausrichtete. Um sich abzukühlen, richtete Edaphosaurus das Segel parallel aus oder drehte es in den Wind. Rezente Beispiele für eine solche Strategie der Temperaturregelung finden sich bei Wüsteneidechsen. Bei Edaphosaurus verbesserten die Querverbindungen zwischen den Dornfortsätzen möglicherweise die Wärmeabgabe des Segels. Versuche im Windkanal zeigten, dass die durch die Querverbindungen hervorgerufenen Turbulenzen in der vorbeiströmenden Luft die thermoregulatorische Effektivität des Segels steigerten, so dass das Segel kleiner und flacher als ohne diese sein konnte. Während der Paarungszeit war das Segel möglicherweise auffallend gefärbt und spielte bei der Balz eine Rolle.